# Hawthorne (New Jersey)
Hawthorne ist eine Stadt im Passaic County, New Jersey, USA. Das U.S. Census Bureau ermittelte bei der Volkszählung 2020 eine Einwohnerzahl von 19.637.

## Geographie
Nach dem amerikanischen Vermessungsbüro hat die Stadt eine Gesamtfläche von 8,9 km², wovon 8,8 km² Land und 0,1 km² (0,58 %) Wasser ist.

## Demographie
Nach der Volkszählung von 2000 gibt es 18.218 Menschen, 7.260 Haushalte und 4.929 Familien in der Stadt. Die Bevölkerungsdichte beträgt 2.068,8 Einwohner pro km². 93,75 % der Bevölkerung sind Weiße, 0,75 % Afroamerikaner, 0,14 % amerikanische Ureinwohner, 1,89 % Asiaten, 0,02 % pazifische Insulaner, 1,58 % anderer Herkunft und 1,88 % Mischlinge. 7,43 % sind Latinos unterschiedlicher Abstammung.
Von den 7.260 Haushalten haben 28,8 % Kinder unter 18 Jahre. 54,1 % davon sind verheiratete, zusammenlebende Paare, 10,3 % sind alleinerziehende Mütter, 32,1 % sind keine Familien, 26,5 % bestehen aus Singlehaushalten und in 11,1 % Menschen sind älter als 65. Die Durchschnittshaushaltsgröße beträgt 2,50, die Durchschnittsfamiliengröße 3,07.
21,8 % der Bevölkerung sind unter 18 Jahre alt, 6,5 % zwischen 18 und 24, 33,5 % zwischen 25 und 44, 22,7 % zwischen 45 und 64, 15,5 % älter als 65. Das Durchschnittsalter beträgt 38 Jahre. Das Verhältnis Frauen zu Männer beträgt 100:91,1, für Menschen älter als 18 Jahre beträgt das Verhältnis 100:87,7.
Das jährliche Durchschnittseinkommen der Haushalte beträgt 55.340 USD, das Durchschnittseinkommen der Familien 65.451 USD. Männer haben ein Durchschnittseinkommen von 46.270 USD, Frauen 33.277 USD. Der Prokopfeinkommen der Stadt beträgt 26.551 USD. 3,4 % der Bevölkerung und 2,6 % der Familien leben unterhalb der Armutsgrenze, davon sind 4,0 % Kinder oder Jugendliche jünger als 18 Jahre und 5,4 % der Menschen sind älter als 65.

## Söhne und Töchter der Stadt
- Richard A. Risden (1906–1998), Brigadegeneral der United States Army
- Debbie Harry (* 1945), Sängerin und Schauspielerin; wuchs in Hawthorne auf
- Ivan Sergei (* 1971), Schauspieler